# شربوت سوداني
الشربوت السوداني هو مشروب سوداني معروف منذ القدم، ويقال إنه جاء من شمال السودان، حيث كان يشربه قدماء النوبة في المناطق حول النيل منذ آلاف السنين، ومن ثم شاع في باقي البلاد.يعتبر من العادات الراسخة لدى الغالبية.

## كيف يصنع الشربوت
يصنع هذا المشروب من ثمار البلح، بحيث يضاف له بعض البهارات مثل الهيل والقرفة والزنجبيل والحلبة.
ويترك الخليط لفترة من الزمن لا تتعدى اليوم الواحد، وذلك بعد أن يكون قد وضع في النار حتى ينضج البلح تماماً.

## فوائد الشربوت
- مفيد لبعض امراض الأمعاء.[2]
- يساعد في عملية الهضم.